# Адамс, Джон (старший)
Джон Адамс-старший (англ. John Adams Sr.; 8 февраля 1691, Куинси, Массачусетс-Бэй, Королевство Англия — 25 мая 1761, Куинси, Массачусетс-Бэй, Британская империя), также известный как дьякон Джон (англ. Deacon John) — американский колониальный фермер и пуританский (конгрегациональный) священнослужитель, отец второго президента США Джона Адамса, дед шестого президента США Джона Куинси Адамса.

## Биография
Джон Адамс-старший был сыном Джозефа Адамса-младшего (1654—1737), внуком Джозефа Адамса-старшего (1626—1694) и правнуком Генри Адамса (1583—1646), который эмигрировал из Брейнтри в колонию Массачусетского залива примерно в 1638 году. Адамс большую часть своей жизни проработал фермером и сапожником.

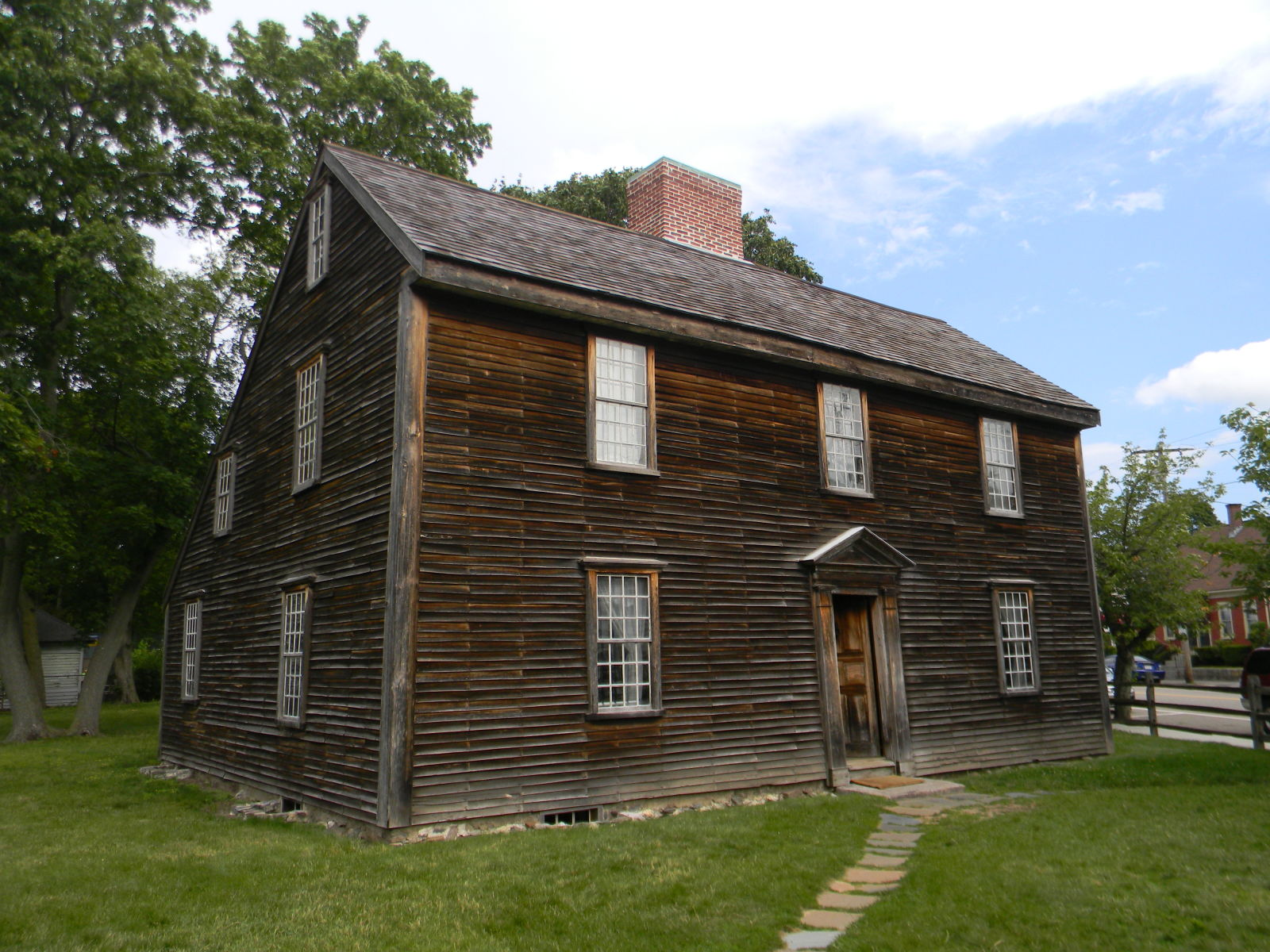
Дом рождения Джона Адамса, принадлежавший Джону Адамсу-старшему с 1720 года до его смерти

В 1720 году Адамс приобрёл ферму на территории нынешнего Куинси, тогдашнего «северного района» Брейнтри. Место, где находилась его ферма и где родились его дети, теперь является частью Национального исторического парка Адамса. Этот дом-солонка, простое и распространённое жилище, отличающееся покатой крышей, находится в ведении Службы национальных парков как место рождения Джона Адамса и открыт для публики. 19 декабря 1960 года дом рождения был объявлен национальным историческим памятником. Будущий президент жил здесь со своими родителями на ферме до 1764 года, когда женился на Эбигейл Смит. Дом находится в нескольких метрах от дома рождения Джона Куинси Адамса, который стоит за углом по дороге.
Адамс-старший был главным образом фермером в вегетационный период, а зимой работал сапожником. Он был землевладельцем и считал свою землю хорошей инвестицией, продав часть её всего один раз: десять акров, чтобы оплатить образование своего сына Джона Адамса-младшего в Гарварде. Джон Адамс также был конгрегациональным (пуританским) дьяконом в своей церкви, лейтенантом колониальной милиции Массачусетса, сборщиком налогов и в течение 20 лет членом избирательной комиссии города Брейнтри.
Будучи членом городского совета, в течение 20 лет руководил богадельней, школами и дорогами. Его жена вынудила его уйти с поста члена избирательной комиссии после «семейного скандала» из-за того, что он приютил у себя обездоленную девушку. Будучи видным местным жителем, другие мужчины останавливались в «доме дьякона Джона», чтобы обсудить торговлю или религию. Его даже посетили два индейских вождя соседних племён.
Адамс учился в Гарвардском колледже и отправил туда же своего старшего сына. Он не хотел, чтобы его сын был фермером, а скорее священником.
Джон Адамс-старший умер от гриппа 25 мая 1761 года в возрасте 70 лет и был похоронен в Брейнтри. Его вдова Сюзанна позже вышла замуж за Джона Холла. Его сын приобрёл его дом и 53 акра земли после его смерти.

## Семья
В октябре 1734 года Джон Адамс удачно женился на Сюзанне Бойлстон (1708—1797) из известной и уважаемой семьи врачей Бойлстонов из Бруклайна. Сюзанна занимала «более высокое социальное положение», чем её муж. Когда их первый сын поступил в Гарвард, его ранг в классе определялся в первую очередь социально-экономическим статусом его матери. Поскольку известно, что Джон и его сыновья зачитывали ей письма, Сюзанна, возможно, была неграмотной, как и многие женщины её статуса.
В их семье родилось трое сыновей:
- Джон Адамс-младший (1735—1826), второй президент США
- Питер Бойлстон Адамс (1738—1823)
- Элиху Адамс (1741—1776)